# Jaulín
Jaulín es un municipio de España perteneciente a la provincia de Zaragoza, en la comunidad autónoma de Aragón. Tiene una población de 292 habitantes (INE 2024).

## Geografía
El municipio está situado en el sur de la Comarca Central, a 28 km de Zaragoza.  Limita con los términos municipales de Mezalocha, Villanueva de Huerva, Fuendetodos y Valmadrid, María de Huerva y Botorrita.

## Historia
A mediados del siglo XIX, el lugar tenía contabilizada una población de 240 habitantes. Aparece descrito en el noveno volumen del Diccionario geográfico-estadístico-histórico de España y sus posesiones de Ultramar de Pascual Madoz de la siguiente manera:

JAULIN: l. con ayunt. de la prov., aud. terr. y dióc, de Zaragoza (4 leg.), c. g. de Aragon, part. jud. de Belchite (4 y 1/2). sit. en terreno montuoso, á la der. del r. Huerva, de cuyas riberas dista 2 leg.: goza de buena ventilacion y clima saludable, siendo las enfermedades mas comunes algunos catarros. Tiene sobre 70 casas inclusa la del ayunt.; escuela de niños dotada con 2,000 rs.; igl. parr. (La Natividad de Ntra. Sra.), de segundo ascenso, servida por un cura de provision real ó del ordinario, según el mes de la vacante, y antes tambien por un capellan coadjutor, cuya capellania ha ingresado en los bienes nacionales y se ha vendido parcialmente; una ermita dedicada á San Blas, y un cementerio junto á la parr. Los vecinos se surten para todos usos de aguas pluviales. El térm. confina por N. con los de Mozota y Botorrita (part. de La Almunia); E. Valmadrid y la Puebla de Alborton; S. Fuendetodos y Villanueva de la Huerva, y O. Mezalocha y Muel (La Almunia). El terreno es montuoso y secano. prod.: trigo, cebada, centeno, avena, maiz, poco vino, frutas y legumbres: mantiene ganado lanar, y hay caza de liebres, conejos y perdices. Los caminos son locales y quebrados. La correspondencia se recibe de Zaragoza por peaton. ind.: la agrícola y fáb. de vidrios. pobl.: 51 vec., 240 alm. cap. prod.: 1.231,330 rs. imp.: 73,800. contr. 14,770. El presupuesto municipal asciende á 5,000 rs., del que se pagan 600 al secretario del ayunt., y se cubre por reparto vecinal. El nombre de este pueblo es de origen arábigo.
(Madoz, 1847, p. 608)

En su término municipal, junto a la carretera que lleva a Fuendetodos, está el Vértice Parapetos, un puesto fortificado con cuatro búnkeres construidos por el ejército sublevado para detener el avance del ejército republicano en dirección a Zaragoza. 

## Demografía
Jaulín cuenta con una población de 292 habitantes (INE 2024).
| Gráfica de evolución demográfica de Jaulín entre 1842 y 2021                                                        |
| |
| Población de derecho según los censos de población del INE Población de hecho según los censos de población del INE |

## Administración y política
| Período   | Alcalde                       | Partido |  |
| --------- | ----------------------------- | ------- |  |
| 1979-1983 | Alex Franclan Garcia          | Ind.    |  |
| 1983-1987 |                               |         |  |
| 1987-1991 |                               |         |  |
| 1991-1995 |                               |         |  |
| 1995-1999 |                               |         |  |
| 1999-2003 |                               |         |  |
| 2003-2007 |                               | PAR     |  |
| 2007-2011 | Jesús Ignacio Ortilles Lobera | PAR     |  |
| 2011-2015 | Jesús Ignacio Ortilles Lobera | PAR     |  |
| 2015-2019 | Marta Julián Tena             | PAR     |  |

| Partido político    | Partido político                                   | 2003   | 2007   | 2011   | 2015   |
| Partido político    | Partido político                                   | Ediles | Ediles | Ediles | Ediles |
|                     | Partido Aragonés (PAR)                             | 5      | 4      | 5      | 6      |
|                     | Partido de los Socialistas de Aragón (PSOE-Aragón) | 0      | 0      | 0      | 1      |
|                     | Partido Popular de Aragón (PP)                     | 2      | 2      | 2      | —      |
|                     | Chunta Aragonesista (CHA)                          | —      | 1      | —      | —      |
| Total de concejales | Total de concejales                                | 7      | 7      | 7      | 7      |

## Patrimonio
En la localidad hay una iglesia bajo la advocación de la Natividad de Nuestra Señora.